# Charles-Michel Geoffroy
Pour les articles homonymes, voir Geoffroy.
Charles-Michel Geoffroy, dit Geoffroy fils, né à Joinville le 2 juillet 1819 et mort le 24 mars 1882 à Passy, est un graveur français.

## Biographie
Fils du graveur Jean Geoffroy, élève de Raymond Monvoisin, il entre à l’École des beaux-arts de Paris le 2 avril 1835.
Une partie de sa production est dévolue à la gravure d'interprétation d'œuvres d'après des artistes contemporains ou plus anciens.
Mort en 1882, il est inhumé au cimetière de Passy (3e division).

## Œuvres
- Les Fleurs animées,  d’après Grandville, 1847
- La Lecture du roman, d’après Díaz, 1848
- Femme d’Algérie, 1848
- Communiantes, d’après Lanfant de Metz, 1857
- La Sortie de l’église, d’après Lanfant de Metz
- Le Lion de Sennaar
- La Vierge d’après Raphaël, 1861
- Médée, d’après Eugène Delacroix
- Le Paradis chinois, d’après Geoffroy
- Portrait de M. Tisserand, d’après Hippolyte Lazerges
- Madeleine, d’après Moreau, 1863
- Pépita, d’après Moreau
- La Sainte Famille de François Ier, d’après le tableau de Raphaël conservé au musée du Louvre, 1864
- Révélation, d’après Charles Chaplin, 1865
- Méditation, d’après Charles Chaplin
- Portrait de André Grétry, d'après Robert Lefevre
- Portrait de Frédéric Bourgeois de Mercey
- Portrait de Alexandre Dumas
- Portrait de Giuseppe Verdi
- Portrait de Fromental Halévy
- Portrait de Miguel de Cervantes
- Ali Pacha et Vasiliki, d'après Raymond Quinsac Monvoisin
- Les Dragons à Rocroy, d'après Eugène-Louis Charpentier